# عند المذبح
عند المذبح (بالإنجليزية: At the Altar) هو فيلم أبيض وأسود درامي صامت أمريكي صدر عام 1909 من إخراج ديفيد غريفيث. تم تصوير الفيلم في فورت لي، نيو جيرسي حيث كانت استوديوهات الأفلام المبكرة في صناعة الأفلام الأمريكية الأولى مقرًا لها في بداية القرن العشرين. توجد نسخة من هذا الفيلم في أرشيف الأفلام بمكتبة الكونجرس.

## ملخص الفيلم
يقوم معجب مرفوض بنصب فخ لقتل حبيبته وخطيبها قبل زواجهما ثم ينتحر، ولكن قبل وفاته يترك اعترافًا. يتم العثور على الاعتراف في الوقت المناسب ويهرع رجل شرطة إلى الكنيسة لإنقاذ الزوجين.

## طاقم العمل
- ماريون ليونارد في دور ميني الابنة
- ديفيد مايلز في دور الأب
- تشارلز إنزلي في دور جريجو الخاطب
- هربرت يوست في دور جوزيبي كاسيلا
- أنيتا هيندري في دور الأم
- دوروثي ويست في دور صديقة ميني/ضيفة العشاء

## روابط خارجية
- عند المذبح  في قاعدة بيانات الأفلام على الإنترنت (بالإنجليزية)